# یواس‌اس انیسورس (اف‌اف-۱۰۹۰)
یواس‌اس انیسورس (اف‌اف-۱۰۹۰) (به انگلیسی: USS Ainsworth (FF-1090)) یک کشتی بود که طول آن ۴۳۸ فوت (۱۳۴ متر) بود. این کشتی در سال ۱۹۷۲ ساخته شد.